# A magyar labdarúgó-válogatott mérkőzései 1930-ban
A magyar labdarúgó-válogatott 1930-ban nyolc mérkőzést vívott és három szövetségi kapitánya volt ebben az évben.
Szövetségi kapitányok:
- Pataki Mihály 140–142
- Minder Frigyes 143–146
- Máriássy Lajos 147–

## Eredmények
| 140. mérkőzés 1930. április 13. | Svájc                      | 2 – 2             | Magyarország  | Bázel Nézőszám: 20 000 Játékvezető: Albert Prince-Cox (ENG) |
| 140. mérkőzés 1930. április 13. | Baumeister 7' Ramseyer 65' | (1 – 1) Részletek | Toldi 37' 63' | Bázel Nézőszám: 20 000 Játékvezető: Albert Prince-Cox (ENG) |

| 141. mérkőzés 1930. május 1. | Csehszlovákia           | 1 – 1             | Magyarország | Prága Nézőszám: 30 000 Játékvezető: Lauritz Andersen (DEN) |
| 141. mérkőzés 1930. május 1. | A. Hojer 73' (11-esből) | (0 – 1) Részletek | Hirzer 3'    | Prága Nézőszám: 30 000 Játékvezető: Lauritz Andersen (DEN) |

| 142. mérkőzés 1930. május 11. Európa-kupa | Magyarország | 0 – 5             | Olaszország                                     | Budapest, FTC-pálya Nézőszám: 40 000 Játékvezető: Peco Bauwens (GER) |
| 142. mérkőzés 1930. május 11. Európa-kupa |              | (0 – 1) Részletek | Meazza 17' 65' 68' Magnozzi 71' Constantino 84' | Budapest, FTC-pálya Nézőszám: 40 000 Játékvezető: Peco Bauwens (GER) |

| 143. mérkőzés 1930. június 1. | Magyarország       | 2 – 1             | Ausztria       | Budapest, MTK-pálya Nézőszám: 20 000 Játékvezető: Willem Eymers (NED) |
| 143. mérkőzés 1930. június 1. | Kohut 4' Turay 57' | (1 – 0) Részletek | Adelbrecht 83' | Budapest, MTK-pálya Nézőszám: 20 000 Játékvezető: Willem Eymers (NED) |

| 144. mérkőzés 1930. június 8. | Magyarország                                        | 6 – 2             | Hollandia                      | Budapest, FTC-pálya Nézőszám: 14 000 Játékvezető: Peco Bauwens (GER) |
| 144. mérkőzés 1930. június 8. | Turay 15' 56' Avar 40' 44' 69' (11-esből) Toldi 53' | (3 – 0) Részletek | Van der Heyden 48' Landaal 90' | Budapest, FTC-pálya Nézőszám: 14 000 Játékvezető: Peco Bauwens (GER) |

| 145. mérkőzés 1930. szeptember 21. | Ausztria                  | 2 – 3             | Magyarország             | Bécs, Hohe Warte Stadion Nézőszám: 40 000 Játékvezető: Albino Carraro (ITA) |
| 145. mérkőzés 1930. szeptember 21. | Weselik 27' Gschweidl 60' | (1 – 2) Részletek | Turay 28' 80' Titkos 30' | Bécs, Hohe Warte Stadion Nézőszám: 40 000 Játékvezető: Albino Carraro (ITA) |

| 146. mérkőzés 1930. szeptember 28. | Németország                                             | 5 – 3             | Magyarország          | Drezda, Ostragehege Nézőszám: 42 000 Játékvezető: Lauritz Andersen (DEN) |
| 146. mérkőzés 1930. szeptember 28. | R. Hofmann 59' L.Hofmann 63' 85' Ludwig 72' Lachner 77' | (0 – 3) Részletek | Takács II 29' 35' 40' | Drezda, Ostragehege Nézőszám: 42 000 Játékvezető: Lauritz Andersen (DEN) |

| 147. mérkőzés 1930. október 26. | Magyarország | 1 – 1             | Csehszlovákia | Budapest, MTK-pálya Nézőszám: 12 000 Játékvezető: Peco Bauwens (GER) |
| 147. mérkőzés 1930. október 26. | Titkos 30'   | (1 – 0) Részletek | Saltys 48'    | Budapest, MTK-pálya Nézőszám: 12 000 Játékvezető: Peco Bauwens (GER) |

## Lásd még
- A magyar labdarúgó-válogatott mérkőzései (1902–1929)
- A magyar labdarúgó-válogatott mérkőzései (1930–1949)
- A magyar labdarúgó-válogatott mérkőzései országonként